# Вала (река)
Вала́ — река в Республике Удмуртия и Кировской области, левый приток реки Кильмезь (бассейн Волги). Длина реки составляет 196 км, площадь бассейна — 7360 км².

## Гидрография
Средний уклон — 1,2 м/км, средний многолетний расход воды в устье — 32,4 м³/с. Наиболее низкий уровень воды в июле наиболее высокий — с марта по апрель. В половодье, в апреле, уровень воды поднимается на 5—6 м.

Бассейн Вятки

Замерзает в период с 10 ноября по 6 декабря, вскрывается с 3 апреля по 3 мая. Ледоход длится 2—3 дня. Река течёт, сильно петляя, в широкой, плоской луговой долине. Склоны долины покрыты смешанными лесами с преобладанием ели. Ширина Валы в верхнем течении до 8 м, после впадения Нылги 15 — 20 м, в нижнем течении 40 — 50 м.

## География
Река берёт начало в Можгинском районе Удмуртии на Можгинской возвышенности в 3 км к юго-востоку от села Поршур. Река имеет извилистое русло, многократно меняет направление течения. Генеральное направление течения — в верхнем течении северо-восток и север, в нижнем — северо-запад. В среднем и нижнем течении река образует многочисленные старицы, затоны, протоки, острова и меандры.
Большая часть течения проходит по Удмуртии, по территории Можгинского, Вавожского и Сюмсинского районов. Примерно на 15-километровом участке ниже деревни Сюрек образует границу Удмуртии и Кировской области. Устье находится в Кильмезском районе Кировской области.
Крупнейший населённый пункт на реке — село Вавож, центр Вавожского района. Кроме него река протекает сёла и крупные деревни Старые Какси, Замостные Какси, Черёмушки, Пазял, Сюрек, Ломеслуд и ряд более мелких деревень.

## Притоки (км от устья)
Крупнейшие притоки — Ува, Нылга, Идык, Кылт.
- 10 км: река Зеквай (лв)
- 10 км: река Кунжек (лв)
- 21 км: река Сюрек (пр)
- 29 км: река Идык (лв)
- 38 км: река без названия (лв)
- 39 км: река Пижил (пр)
- 51 км: река Инга (пр)
- 54 км: река Какмож (пр)
- 55 км: река Седмурча (лв)
- 74 км: река Кылт (лв)
- 78 км: река Ува (пр)
- 85 км: река Лумпа (в водном реестре без названия, лв)
- 98 км: река без названия (пр)
- 104 км: река Кельвай (лв)
- 109 км: река Лудзя (в водном реестре без названия, пр)
- 111 км: река Нылга (пр)
- 120 км: река Пазялка (в водном реестре без названия, лв)
- 131 км: река Тлоинка (пр)
- 134 км: река Сюгинка (лв)
- 139 км: река Сюга (лв)
- 145 км: река Чумойка (в водном реестре без названия, лв)
- 148 км: река Пычас (пр)
- 161 км: река Ныша (лв)
- 175 км: река Ключ (лв)

## Данные водного реестра
По данным государственного водного реестра России относится к Камскому бассейновому округу, водохозяйственный участок реки — Вятка от водомерного поста посёлка городского типа Аркуль до города Вятские Поляны, речной подбассейн реки — Вятка. Речной бассейн реки — Кама.
Код объекта в государственном водном реестре — 10010300512111100039085.